# Fathwinter
Fathwinter, Künstlername für Franz Alfred Theophil Winter (* 23. Mai 1906 in Mainz; † 27. Juni 1974 in Düsseldorf), war ein Künstler des Informel.
Von 1924 bis 1927 studierte er an der Staatsschule für Kunst und Handwerk in Mainz sowie 1929/30 in Abendkursen an der Städelschule in Frankfurt am Main. In der Zeit des Nationalsozialismus erhielt er Ausstellungsverbot. Seine Evakuierung 1942 nach Murnau führte zu einer näheren Bekanntschaft mit Gabriele Münter und der Auseinandersetzung mit dem Werk Wassily Kandinskys. Er war ab 1946 mit der Künstlergruppe Der Rote Reiter in Traunstein verbunden. Ab 1949 arbeitete er unter dem Namen Fathwinter (Zusammenstellung der Anfangsbuchstaben des Vornamens). Ab 1955 lebte und arbeitete er in Düsseldorf. Fathwinter war Mitglied im Deutschen Künstlerbund, an dessen Ausstellungen er ab 1954 teilnahm.

## Auszeichnungen
- 1953: Kunstpreis der Bundesrepublik Deutschland
- 1961: Grand Prix Suisse, Goldmedaille
- 1971: Staatspreis für Malerei des Landes Rheinland-Pfalz